# 西浅草
西浅草（にしあさくさ）は、東京都台東区の地名。現行行政地名は西浅草一丁目から西浅草三丁目。住居表示実施済区域。

## 地理
台東区の東部に位置する。浄土真宗東本願寺派本山東本願寺（旧：東京本願寺）のほか、教育委員会や図書館が入居する台東区生涯学習センターがあることでも知られる。地域の東部は国際通りに接し、これを境に浅草・雷門にそれぞれ接する。地域南部は浅草通りに接し、これを境に寿に接する。地域西部はかっぱ橋道具街通りに接しこれを境に松が谷に接する。地域北部は、言問通りに接しこれを境に千束に接する（地名はいずれも台東区）。
地域内は主に商店とオフィスビルと寺院と住居が混在した地域となっている。

## 歴史
- 1910年（明治43年）9月 - 明治43年の大水害で一帯が冠水。東本願寺の門前で膝下の高さまで浸水[5]。
- 1945年（昭和20年）3月10日 - 東京大空襲では、松清町の東本願寺（当時は浅草本願寺）が第三目標地点となった。
- 1965年（昭和40年）8月1日 - 住居表示制度の実施によって西浅草が発足した。旧浅草松清町が一丁目、旧浅草田島町が二丁目、旧浅草芝崎町一丁目～三丁目が三丁目とされた。
- 2012年（平成24年） - 東京都は西浅草三丁目を都迷惑防止条例に基づき、客引きやスカウトの声掛け、待機を禁止する区域に指定[6]。
- 2019年（令和元年）10月1日 - 東京都は西浅草三丁目を暴力団排除条例に基づき暴力団排除特別強化地域に指定[7]。地域内では暴力団と飲食店等との間で、みかじめ料のやりとりや便宜供与などが禁止された。支払った側にも罰則規定が存在する[8]。

## 世帯数と人口
2025年（令和7年）3月1日現在（台東区発表）の世帯数と人口は以下の通りである。
| 丁目         | 世帯数    | 人口    |
| ------------ | --------- | ------- |
| 西浅草一丁目 | 611世帯   | 923人   |
| 西浅草二丁目 | 1,960世帯 | 2,772人 |
| 西浅草三丁目 | 2,485世帯 | 4,484人 |
| 計           | 5,056世帯 | 8,179人 |

### 人口の変遷
国勢調査による人口の推移。
| 年                 | 人口  |
| ------------------ | ----- |
| 1995年（平成7年）  | 5,196 |
| 2000年（平成12年） | 5,245 |
| 2005年（平成17年） | 5,679 |
| 2010年（平成22年） | 5,383 |
| 2015年（平成27年） | 8,091 |
| 2020年（令和2年）  | 8,180 |

### 世帯数の変遷
国勢調査による世帯数の推移。
| 年                 | 世帯数 |
| ------------------ | ------ |
| 1995年（平成7年）  | 2,446  |
| 2000年（平成12年） | 2,648  |
| 2005年（平成17年） | 2,934  |
| 2010年（平成22年） | 3,029  |
| 2015年（平成27年） | 4,577  |
| 2020年（令和2年）  | 4,703  |

## 学区
区立小・中学校に通う場合、学区は以下の通りとなる（2023年9月現在）。
| 丁目         | 番地                     | 小学校             | 中学校             |
| ------------ | ------------------------ | ------------------ | ------------------ |
| 西浅草一丁目 | 全域                     | 台東区立松葉小学校 | 台東区立浅草中学校 |
| 西浅草二丁目 | 3〜9番 17〜24番          | 台東区立松葉小学校 | 台東区立駒形中学校 |
| 西浅草二丁目 | 1〜2番 10〜16番 25〜27番 | 台東区立金竜小学校 | 台東区立駒形中学校 |
| 西浅草三丁目 | 全域                     | 台東区立金竜小学校 | 台東区立駒形中学校 |

## 交通
地域南部の浅草通り下に東京メトロ銀座線田原町駅がある。また、東部の国際通り下につくばエクスプレス浅草駅がある。

## 事業所
2021年（令和3年）現在の経済センサス調査による事業所数と従業員数は以下の通りである。
| 丁目         | 事業所数  | 従業員数 |
| ------------ | --------- | -------- |
| 西浅草一丁目 | 121事業所 | 1,103人  |
| 西浅草二丁目 | 239事業所 | 1,079人  |
| 西浅草三丁目 | 220事業所 | 2,251人  |
| 計           | 580事業所 | 4,433人  |

### 事業者数の変遷
経済センサスによる事業所数の推移。
| 年                 | 事業者数 |
| ------------------ | -------- |
| 2016年（平成28年） | 636      |
| 2021年（令和3年）  | 580      |

### 従業員数の変遷
経済センサスによる従業員数の推移。
| 年                 | 従業員数 |
| ------------------ | -------- |
| 2016年（平成28年） | 4,571    |
| 2021年（令和3年）  | 4,433    |

### 主な企業
- 宮本卯之助商店（西浅草店） - 西浅草2-1-1
- 浅草今半（本店） - 西浅草2-17-4
- 港常本店（あんずボーのメーカー） - 西浅草3-21-15

## 施設

### 公共施設
- 台東区生涯学習センター - 西浅草3-25-16
- 台東区立中央図書館 - 西浅草3-25-16（台東区生涯学習センター内に併設）
- 東京メトロ銀座線田原町駅 - 西浅草1-1-18
- つくばエクスプレス浅草駅 - 西浅草3-1-11

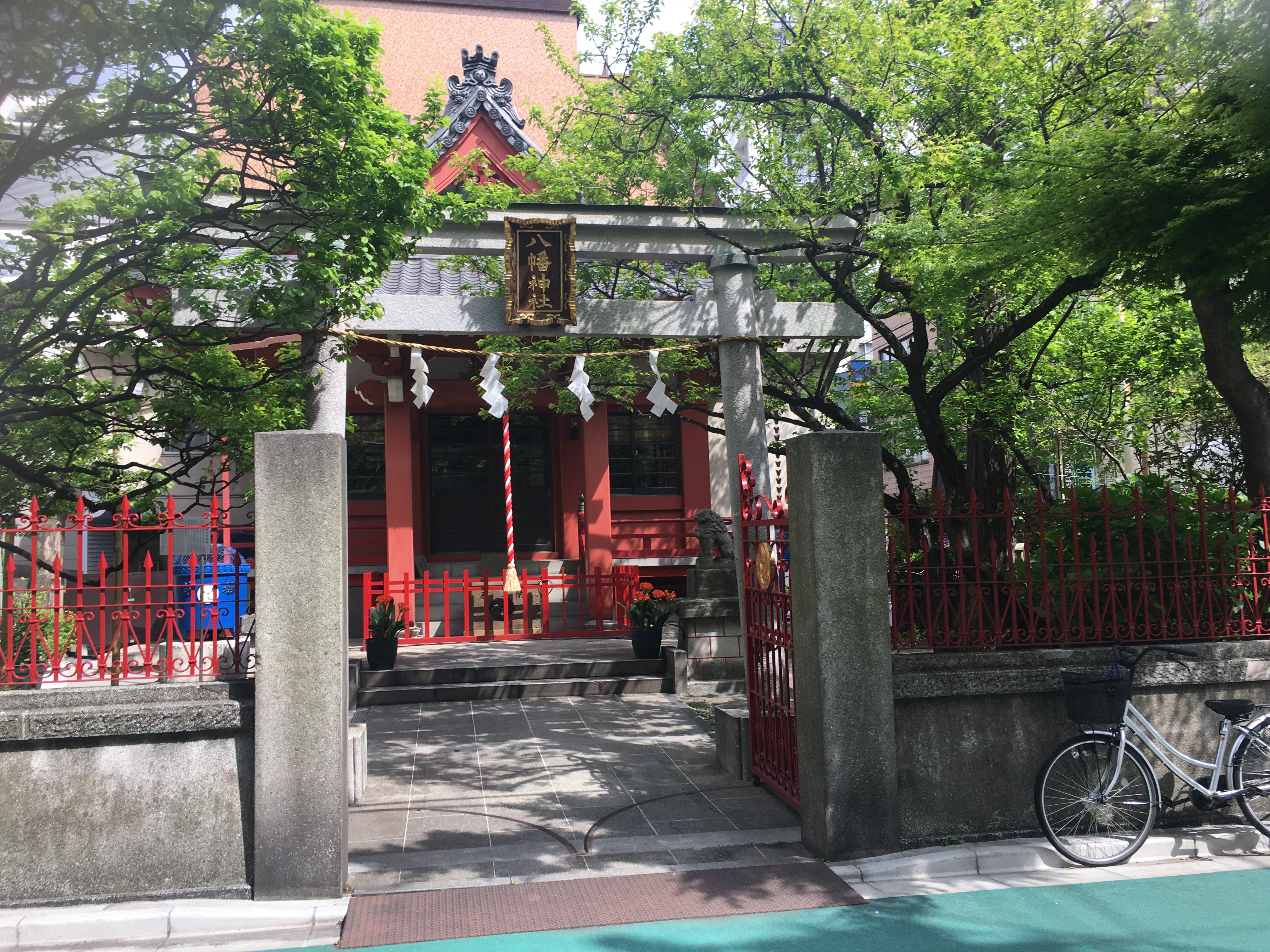
西浅草八幡神社

- 徳風幼稚園 - 西浅草1-5-5

### 寺社
- 浄土真宗東本願寺派本山東本願寺 - 西浅草1-5-5
- 運行寺 - 西浅草1-7-12
- 円照寺 - 西浅草1-9-3
- 寿仙院 - 西浅草3-28-1
- 立雲寺 - 西浅草2-19-7
- 清光寺 - 西浅草1-7-19
- 専勝寺 - 西浅草1-8-4
- 善照寺 - 西浅草1-4-15
- 善龍寺 - 西浅草1-9-2
- 長敬寺 - 西浅草1-2-7
- 願龍寺 - 西浅草1-2-16
- 敬覚寺 - 西浅草1-8-2
- 光円寺 - 西浅草1-7-11
- 西光寺 - 西浅草1-6-2
- 通覚寺 - 西浅草1-6-6
- 真福寺 - 西浅草1-6-13
- 西浅草八幡神社 - 西浅草2-14-5
- 芝崎日枝神社 - 西浅草3-8-1
- 感応稲荷神社 - 西浅草3-16-2

### 郵便局
- 浅草郵便局 - 西浅草1-1-1
- 西浅草郵便局 - 西浅草3-12-1

### 宿泊施設
- 浅草ビューホテル（日本ビューホテルの本店）- 西浅草3-17-1
- 浅草旅館東海荘 - 西浅草2-16-12
- アパホテル浅草 田原町駅前 - 西浅草1-2-3
- ウィル - 西浅草2-15-12
- ウィルアネックス - 西浅草2-2-14
- カオサン東京ラボラトリー - 西浅草2-1-4
- カオサンワールド浅草旅館 - 西浅草3-15-1
- カオサン東京サムライ - 西浅草3-16-10
- 幸和 - 西浅草2-11-10
- 聚楽ホテル - 西浅草2-14-12
- 台東旅館 - 西浅草2-1-4
- 東京旅館 - 西浅草2-4-8
- ボストンクラブ - 西浅草1-8-8
- ホテル白ばらイン浅草 - 西浅草2-12-5
- ホテル・ラ・パッション - 西浅草3-2-8

### スーパーマーケット
- 三平ストア浅草店 - 西浅草2-14-16
- ライフ浅草店 - 西浅草3-18-17
- マントウ - 西浅草1-4-2
- プロパックかっぱ橋店 - 西浅草3-7-5

## その他

### 日本郵便
- 郵便番号 : 111-0035[3]（集配局 : 浅草郵便局[18]）。